# ثبات معياري
في الفيزياء النظرية ، الثبات المعياري هو الثبات تحت الزمرة مثل SL(2,Z) للاختلافات الكبيرة في الطور . الاسم يأتي من الاسم الكلاسيكي زمرة معيارية من هذه الزمرة، كما هو الحال في نظرية الشكل المعياري.
في نظرية الأوتار ، الثبات المعياري هو مطلب إضافي لمخططات الحلقة الواحدة . وهذا يساعد في التخلص من بعض الشذوذات العالمية مثل شذوذ الجاذبية .
بشكل مكافئ، في نظرية الحقل المطابقة ثنائية الأبعاد يجب أن تكون دالة تقسيم الطارة ثابتة تحت المجموعة المعيارية SL(2,Z)